# شريك الثالث
شريك الثالث (بالإنجليزية: Shrek the Third)‏ هو الفيلم الثالث من سلسلة أفلام شريك المصورة، يتبع شريك وشريك 2. الفيلم من إنتاج جيفري كاتزينبريغ لصالح DreamWork Animation، وهو من توزيع Paramount Pictures. تم إطلاقه في دور السينما الأمريكية في 18 مايو 2007 (بالضبط 6 سنوات بعد الفيلم الأول).
تم إنتاج الفيلم تحت عنوان شريك 3، ولكن تم تغيير الاسم لتجنب تشويش محتمل مع شريك ثري دي. بشكل مشابه للفيلمين الأوليين، فإن الفيلم مبني على الحكايات الخيالية بشكل ملحوظ. صنفت MPAA الفيلم إلى درجة PG (أي "إرشاد أبوي") بسبب احتوائه على بعض النكات المبتذلة، وتلميحه لمحتوى غير محتشم. تمت تسميته لأفضل فيلم مصوّر لجائزة Kids' Choice Awards في عام 2008.

## القصة
الفيلم الكارتوني يحكي قصة الغول شريك مع توليه الحكم في الجزء الثالت، وما ترتب عليه من ملل وخمول، وهو ما أزعج الغول…

## الشخصيات
- شريك : غول ضخم اخضر اللون له صديق محبوب يدعى الحمار.
- الحمار : حيوان من عالم الاساطير متكلم بل ثرثار في بعض الأحيان وله زوجة تدعى التنين الانثى.
- فيونا : زوجة شريك التي انقذها من أعلى غرفة في أعلى برج التنين قاذف النيران.

## طاقم العمل
- ميك مايرز (شريك)
- إيدي مورفي (الحمار)
- كاميرون دياز (الملكة فيونا)
- أنتونيو بانديراس (القط)
- جاستن تيمبرلاك (الملك)

## الميزانية والإيرادات
بلغت تكلفة إنتاج الفيلم حوالي 160 مليون دولار بينما حقق أرباحا تقدر بـ 799 مليون دولار.